# Wiseman Nkuhlu
Wiseman Lumkile Nkuhlu (* 5. Februar 1944 in Cala, Ostkap, Südafrika) ist ein südafrikanischer Bildungspolitiker und Manager.

## Jugend und Ausbildung
Nkulhu war in seiner Jugend Mitglied einer verbotenen politischen Organisation, an deren Treffen er teilnahm. Er wurde verhaftet und verbrachte zwei Jahre auf Robben Island. Nach seiner Entlassung arbeitete er als Angestellter einer Goldmine. 1967 begann er ein Studium am University College of Fort Hare, das er mit einem Bachelor of Commerce abschloss. Er setzte sein Studium an der New York University fort, wo er einen MBA erwarb. An der Universität Kapstadt folgte eine Zertifikatsstudiengang, den er als Certified Transactional Analyst (CTA) abschloss. 1976 qualifizierte er sich zum ersten schwarzen Buchprüfer Südafrikas.

## Karriere
1977 begann Nkulhu seine Karriere bei der Universität Transkei als Auditor. Nach verschiedenen Stationen in der Universitätsverwaltung wurde er 1987 Vizekanzler und Prinzipal der Universität Transkei. Er übte das Amt bis 1991 aus. Im Anschluss wechselte er in die Wirtschaft und war Geschäftsführer verschiedener Unternehmen, wie zum Beispiel der Standard Bank, South African Breweries, Old Mutual, Tongaat Hulett oder BMW Südafrika. Bis 1997 war Nkulhu Vorstandsvorsitzender der Worldwide African Investment Holdings, bis 2000 auch der Development Bank of Southern Africa. Von 1998 bis 2002 wurde er zum Vorsitzenden des Council on Higher Education gewählt.
Mit seiner Berufung zum Wirtschaftsberater des südafrikanischen Präsidenten Thabo Mbeki im Jahr 2000 war die Funktion des Generalsekretärs der Neuen Partnerschaft für Afrikas Entwicklung verbunden. Seit seinem Ausscheiden aus dem Amt als Wirtschaftsberater im Jahr 2004 ist Nkulhu wieder als Manager in verschiedenen südafrikanischen Unternehmen tätig. In der Finanzkrise ab 2007 war er Berater des Global Financial Crisis Advisory Panel. Nkulhu ist Hochschullehrer an den Universitäten Fort Hare und Transkei. Er ist mit Nondima Nkulhu, geborene Mahlulo, verheiratet und hat vier Kinder.

## Ehrenämter und Auszeichnungen
- 1989 bis 1993 Berater der African Federated Chamber of Commerce and Industry[1]
- 1992 bis 1995 Präsident des Black Management Forums[1]
- 1999 Ehrendoktor der Universität des Freistaates[1]
- 2000 Ehrendoktor der Universität Kapstadt[1]
- Ehrendoktorate der Universität Fort Hare, Universität Stellenbosch, Universität der Nelson-Mandela-Metropole und der Universität Pretoria[3]
- 2005 Ritter der Ehrenlegion[3]
- 2007 Kanzler der Universität Pretoria[3]
- 2008 Grand Counsellor of the Order of the Baobab[3]
- 2008 bis 2010 Präsident der International Organisation of Employers in Genf
- Paul Haars Award des Rotary Clubs[1]
- Pioneers Award der Handelskammer von Transkei[1]